# António Félix da Costa
António Maria de Mello Breyner Félix da Costa (ur. 31 sierpnia 1991 w Cancais) – portugalski kierowca wyścigowy.

## Życiorys

### Formuła Renault
Portugalczyk karierę rozpoczynał jak większość kierowców, od kartingu. Po jej zakończeniu postanowił rozpocząć poważną karierę wyścigową, debiutując w 2008 roku, w europejskim oraz północno-europejskim Pucharze Formuły Renault. W obu seriach ścigał się dla niemieckiego zespołu Motopark Academy. Zajął w nich odpowiednio 13. oraz 2. miejsce (za bezkonkurencyjnym Finem, Valtterim Bottasem). Poza tym wziął udział w zimowym cyklu portugalskiego i brytyjskiego odpowiednika tej serii, jednakże bez sukcesu.
W drugim roku startów zdominował już rywalizację w Formule NEC, zwyciężając w dziewięciu z czternastu wyścigów. W Formule Eurocup natomiast zajął 3. miejsce, wygrywając w trzech wyścigach (szansę na tytuł stracił po dyskwalifikacji w przedostatniej rundzie sezonu, na torze Nürburgring).

### Formuła 3
W sezonie 2010 awansował z niemiecką stajnią do Formuły 3 Euroseries. W trakcie rywalizacji czterokrotnie znalazł się na podium, z czego trzykrotnie wykorzystał start z pierwszego rzędu do zwycięstwa. Najwyższą pozycją w głównym wyścigu było trzecie miejsce na niemieckim torze w Oschersleben. Zdobyte punkty sklasyfikowały go na 7. pozycji.

### Seria GP3
W roku 2010 zadebiutował w nowo powstałej serii GP3. W dwóch rundach (na Hungaroringu oraz Spa-Francorchamps) zastąpił Brazylijczyka Lucasa Forestiego, w brytyjskim zespole Carlin. Wystąpiwszy w czterech wyścigach, po punkty sięgnął w pierwszym starcie na Węgrzech, plasując się na szóstej lokacie. Trzy punkty pozwoliły mu zająć 26. miejsce w końcowej klasyfikacji.
W sezonie 2011 Antonio podpisał kontrakt z irlandzką ekipą Status GP na pełny etat. Portugalczyk pięciokrotnie sięgnął po punkty, kończąc starty zwycięstwem w sprincie na torze Monza. Ostatecznie znalazł się na 13. lokacie.
W 2012 roku przeniósł się do brytyjskiej stajni Carlin. Portugalczyk sześciokrotnie stanął na podium, z czego trzykrotnie na najwyższym stopniu. Popisał się znakomitą formą podczas rundy na węgierskim torze Hungaroring, gdzie wygrał obydwa wyścigi. Jego forma nie była jednak stabilna, bowiem z Wielkiej Brytanii, Hiszpanii czy też Włoszech wyjeżdżał z zerowym, tudzież niewielkim dorobkiem punktowym. Ostatecznie rywalizację ukończył na 3. miejscu.

### Formuła Renault 3.5
Po tym, jak w czerwcu Antonio został przyjęty do programu rozwoju młodych kierowców Red Bulla, kosztem Brytyjczyka Lewisa Williamsona, zajął jego miejsce w zespole Arden Caterham, w Formule Renault 3.5. Po średnio udanych startach w Niemczech oraz Rosji, podczas których uzyskał kilka punktów, Portugalczyk zdobył solidne punkty na torze Silverstone, gdzie w drugim wyścigu dojechał na drugiej lokacie. W ostatnich trzech rundach Antonio był zdecydowanie najskuteczniejszym zawodnikiem, triumfując w czterech z sześciu wyścigów. Sezon zakończył dwoma zwycięstwami na torze w Katalonii, dzięki czemu zmagania zakończył na bardzo wysokiej 4. pozycji, pomimo braku udziału w pierwszych pięciu wyścigach. Znakomita jazda da Costy sprawiła, że został zaproszony przez zespół Red Bulla w F1 na testy dla młodych kierowców w Abu Dhabi.
Na sezon 2013 przedłużył kontrakt z zespołem Arden Caterham. Już podczas pierwszej rundy, na Autodromo Nazionale di Monza, wygrał niedzielny wyścig. Na kolejne zwycięstwo musiał jednak czekać aż do niedzielnych zmagań na Hungaroringu. Później wygrał również sobotni wyścig na Circuit Paul Ricard. Z dorobkiem 172 punktów uplasował się na najniższym stopniu podium klasyfikacji generalnej, jednak do mistrza stracił 102 punkty.

### Deutsche Tourenwagen Masters

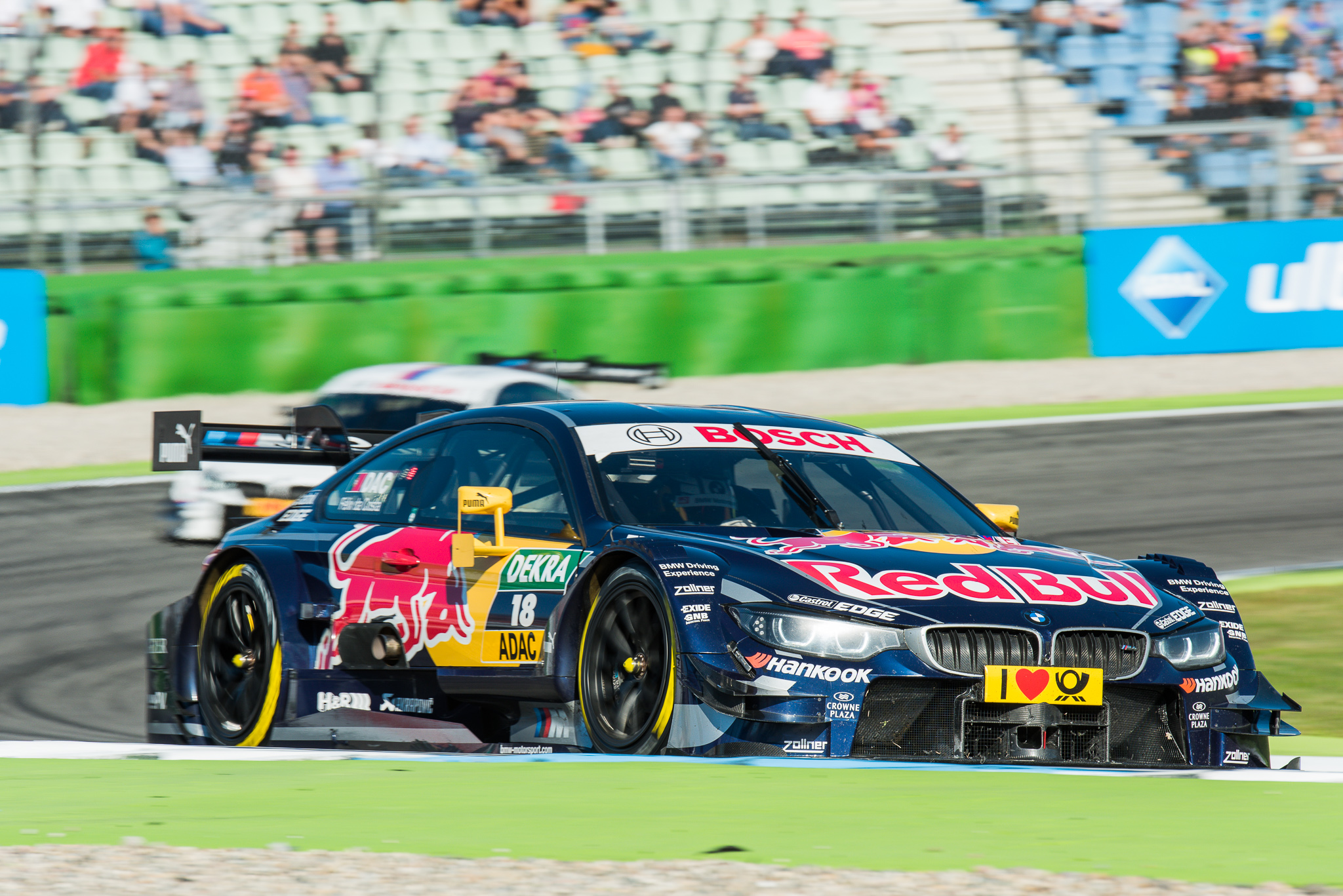
António Félix da Costa, Deutsche Tourenwagen Masters 2014 - Hockenheimring

W 2014 roku da Costa dołączył do stawki Deutsche Tourenwagen Masters w zespole BMW Team MTEK. W ciągu dziesięciu wyścigów uzbierał łącznie pięć punktów, co dało mu 21. miejsce w klasyfikacji generalnej.

### Formuła E

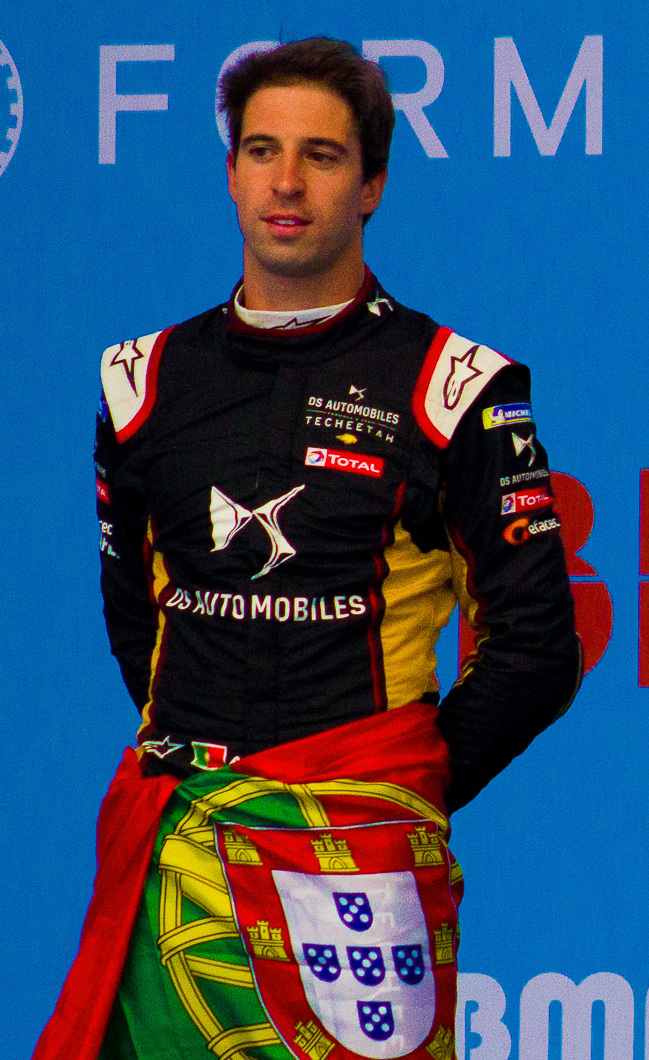
Da Costa podczas ePrix Meksyku 2020

W sezonie 2014/2015 Portugalczyk podpisał kontrakt z japońską ekipą Amlin Aguri na starty w Formule E. W ciągu ośmiu wyścigów, w których wystartował odniósł jedno zwycięstwo (ePrix Buenos Aires 2015). Z dorobkiem 51 punktów został sklasyfikowany na ósmej pozycji w końcowej klasyfikacji kierowców. W sezonie 2016/2017, 2017/2018 oraz 2018/2019 reprezentował ekipę MS Amlin Andretti (po zmianie nazwy MS A&D Andretti Formula E, potem BMW i Andretti Autosport). Od sezonu 2019/2020 reprezentuje chiński zespół DS Techeetah. W sezonie 2019/2020 wygrał klasyfikację kierowców Formuły E (zdobył wtedy 158 punktów). Aktualnie (13 kwietnia 2021) w wyścigach Formuły E zwyciężył pięciokrotnie, a trzynastokrotnie stawał w nich na podium.

## Wyniki

### GP3
| Legenda oznaczeń w tabelach wyników Wyświetl szablon na nowej stronie | Legenda oznaczeń w tabelach wyników Wyświetl szablon na nowej stronie                                                                     |
| Oznaczenie                                                            | Wyjaśnienie |
| --------------------------------------------------------------------- | --- |
| Złoty                                                                 | Zwycięzca lub mistrzostwo |
| Srebrny                                                               | 2. miejsce lub wicemistrzostwo |
| Brązowy                                                               | 3. miejsce lub II wicemistrzostwo |
| Zielony                                                               | Ukończył, punktował (w klasyfikacji generalnej, gdy zdobył co najmniej jeden punkt na przestrzeni sezonu, poza trzema powyższymi opcjami) |
| Niebieski                                                             | Ukończył, nie punktował (w klasyfikacji generalnej, gdy nie zdobył co najmniej jednego punktu na przestrzeni sezonu)                      |
| Czerwony                                                              | Nie zakwalifikował się (NZ) |
| Czerwony                                                              | Nie prekwalifikował się (NPK) |
| Różowy                                                                | Nie ukończył (NU) |
| Różowy                                                                | Niesklasyfikowany (NS) (w klasyfikacji generalnej, gdy nie został sklasyfikowany w żadnym wyścigu sezonu)                                 |
| Czarny                                                                | Zdyskwalifikowany (DK) |
| Czarny                                                                | Wykluczony (WYK/EX) |
| Biały                                                                 | Nie wystartował (NW) |
| Biały                                                                 | Kontuzjowany (K/INJ) |
| Biały                                                                 | Wyścig odwołany (OD/C) |
| Bez koloru                                                            | Został wycofany (WYC/WD) |
| Bez koloru                                                            | Nie przybył (NP/DNA) |
| Bez koloru                                                            | Nie brał udziału w treningach (NT/DNP) |
| Bez koloru                                                            | Nie został zgłoszony (–) |
| Pogrubienie                                                           | Start z pole position |
| Kursywa                                                               | Najszybsze okrążenie wyścigu |
| †                                                                     | Nie ukończył, ale jego rezultat został zaliczony ze względu na przejechanie więcej niż 90% dystansu wyścigu.                              |
| *                                                                     | Sezon w trakcie |
| 1/2/3                                                                 | Punktowana pozycja w sprincie kwalifikacyjnym                                                                                             |
| Lista systemów punktacji Formuły 1                                    | |

| Rok  | Zespół            | Wyniki w poszczególnych eliminacjach | Wyniki w poszczególnych eliminacjach | Wyniki w poszczególnych eliminacjach | Wyniki w poszczególnych eliminacjach | Wyniki w poszczególnych eliminacjach | Wyniki w poszczególnych eliminacjach | Wyniki w poszczególnych eliminacjach | Wyniki w poszczególnych eliminacjach | Wyniki w poszczególnych eliminacjach | Wyniki w poszczególnych eliminacjach | Wyniki w poszczególnych eliminacjach | Wyniki w poszczególnych eliminacjach | Wyniki w poszczególnych eliminacjach | Wyniki w poszczególnych eliminacjach | Wyniki w poszczególnych eliminacjach | Wyniki w poszczególnych eliminacjach | Punkty | Pozycja |
| ---- | ----------------- | ------------------------------------ | ------------------------------------ | ------------------------------------ | ------------------------------------ | ------------------------------------ | ------------------------------------ | ------------------------------------ | ------------------------------------ | ------------------------------------ | ------------------------------------ | ------------------------------------ | ------------------------------------ | ------------------------------------ | ------------------------------------ | ------------------------------------ | ------------------------------------ | ------ | ------- |
| 2010 | Carlin            | ESP                                  | ESP                                  | TUR                                  | TUR                                  | VAL                                  | VAL                                  | GBR                                  | GBR                                  | DEU                                  | DEU                                  | HUN                                  | HUN                                  | BEL                                  | BEL                                  | ITA                                  | ITA                                  | 3      | 26      |
| 2010 | Carlin            | -                                    | -                                    | -                                    | -                                    | -                                    | -                                    | -                                    | -                                    | -                                    | -                                    | 6                                    | 17                                   | NU                                   | 12                                   | -                                    | -                                    | 3      | 26      |
| 2011 | Status Grand Prix | TUR                                  | TUR                                  | ESP                                  | ESP                                  | VAL                                  | VAL                                  | GBR                                  | GBR                                  | DEU                                  | DEU                                  | HUN                                  | HUN                                  | BEL                                  | BEL                                  | ITA                                  | ITA                                  | 16     | 13      |
| 2011 | Status Grand Prix | 5                                    | 4                                    | 12                                   | 17                                   | NU                                   | 20†                                  | 19                                   | 9                                    | 28                                   | NU                                   | 11                                   | 6                                    | NU                                   | 11                                   | 7                                    | 1                                    | 16     | 13      |
| 2012 | Carlin            | ESP                                  | ESP                                  | MON                                  | MON                                  | VAL                                  | VAL                                  | GBR                                  | GBR                                  | DEU                                  | DEU                                  | HUN                                  | HUN                                  | BEL                                  | BEL                                  | ITA                                  | ITA                                  | 132    | 3       |
| 2012 | Carlin            | 14                                   | 7                                    | 7                                    | 2                                    | NU                                   | 8                                    | 1                                    | 6                                    | NU                                   | NU                                   | 1                                    | 1                                    | 2                                    | 2                                    | 15                                   | 5                                    | 132    | 3       |

### Formuła Renault 3.5
| Legenda oznaczeń w tabelach wyników Wyświetl szablon na nowej stronie | Legenda oznaczeń w tabelach wyników Wyświetl szablon na nowej stronie                                                                     |
| Oznaczenie                                                            | Wyjaśnienie |
| --------------------------------------------------------------------- | --- |
| Złoty                                                                 | Zwycięzca lub mistrzostwo |
| Srebrny                                                               | 2. miejsce lub wicemistrzostwo |
| Brązowy                                                               | 3. miejsce lub II wicemistrzostwo |
| Zielony                                                               | Ukończył, punktował (w klasyfikacji generalnej, gdy zdobył co najmniej jeden punkt na przestrzeni sezonu, poza trzema powyższymi opcjami) |
| Niebieski                                                             | Ukończył, nie punktował (w klasyfikacji generalnej, gdy nie zdobył co najmniej jednego punktu na przestrzeni sezonu)                      |
| Czerwony                                                              | Nie zakwalifikował się (NZ) |
| Czerwony                                                              | Nie prekwalifikował się (NPK) |
| Różowy                                                                | Nie ukończył (NU) |
| Różowy                                                                | Niesklasyfikowany (NS) (w klasyfikacji generalnej, gdy nie został sklasyfikowany w żadnym wyścigu sezonu)                                 |
| Czarny                                                                | Zdyskwalifikowany (DK) |
| Czarny                                                                | Wykluczony (WYK/EX) |
| Biały                                                                 | Nie wystartował (NW) |
| Biały                                                                 | Kontuzjowany (K/INJ) |
| Biały                                                                 | Wyścig odwołany (OD/C) |
| Bez koloru                                                            | Został wycofany (WYC/WD) |
| Bez koloru                                                            | Nie przybył (NP/DNA) |
| Bez koloru                                                            | Nie brał udziału w treningach (NT/DNP) |
| Bez koloru                                                            | Nie został zgłoszony (–) |
| Pogrubienie                                                           | Start z pole position |
| Kursywa                                                               | Najszybsze okrążenie wyścigu |
| †                                                                     | Nie ukończył, ale jego rezultat został zaliczony ze względu na przejechanie więcej niż 90% dystansu wyścigu.                              |
| *                                                                     | Sezon w trakcie |
| 1/2/3                                                                 | Punktowana pozycja w sprincie kwalifikacyjnym                                                                                             |
| Lista systemów punktacji Formuły 1                                    | |

| Rok  | Zespół         | Wyniki w poszczególnych eliminacjach | Wyniki w poszczególnych eliminacjach | Wyniki w poszczególnych eliminacjach | Wyniki w poszczególnych eliminacjach | Wyniki w poszczególnych eliminacjach | Wyniki w poszczególnych eliminacjach | Wyniki w poszczególnych eliminacjach | Wyniki w poszczególnych eliminacjach | Wyniki w poszczególnych eliminacjach | Wyniki w poszczególnych eliminacjach | Wyniki w poszczególnych eliminacjach | Wyniki w poszczególnych eliminacjach | Wyniki w poszczególnych eliminacjach | Wyniki w poszczególnych eliminacjach | Wyniki w poszczególnych eliminacjach | Wyniki w poszczególnych eliminacjach | Wyniki w poszczególnych eliminacjach | Punkty | Pozycja |
| ---- | -------------- | ------------------------------------ | ------------------------------------ | ------------------------------------ | ------------------------------------ | ------------------------------------ | ------------------------------------ | ------------------------------------ | ------------------------------------ | ------------------------------------ | ------------------------------------ | ------------------------------------ | ------------------------------------ | ------------------------------------ | ------------------------------------ | ------------------------------------ | ------------------------------------ | ------------------------------------ | ------ | ------- |
| 2012 | Arden Caterham | ARA                                  | ARA                                  | MON                                  | BEL                                  | BEL                                  | DEU                                  | DEU                                  | RUS                                  | RUS                                  | GBR                                  | GBR                                  | HUN                                  | HUN                                  | FRA                                  | FRA                                  | CAT                                  | CAT                                  | 166    | 4       |
| 2012 | Arden Caterham | -                                    | -                                    | -                                    | -                                    | -                                    | 9                                    | 11                                   | 7                                    | 15                                   | 5                                    | 2                                    | 4                                    | 1                                    | 1                                    | 2                                    | 1                                    | 1                                    | 166    | 4       |
| 2013 | Arden Caterham | ITA                                  | ITA                                  | ARA                                  | ARA                                  | MON                                  | BEL                                  | BEL                                  | RUS                                  | RUS                                  | AUT                                  | AUT                                  | HUN                                  | HUN                                  | FRA                                  | FRA                                  | CAT                                  | CAT                                  | 172    | 3       |
| 2013 | Arden Caterham | NU                                   | 1                                    | 13                                   | 7                                    | 5                                    | 2                                    | 4                                    | 2                                    | NU                                   | 7                                    | NU                                   | NU                                   | 1                                    | 1                                    | 3                                    | 4                                    | 13                                   | 172    | 3       |

### Podsumowanie startów
| Sezon     | Seria                                         | Zespół                              | Wyścigi          | Zwycięstwa       | Punkty           | NO               | Podium           | Punkty           | Pozycja          |
| --------- | --------------------------------------------- | ----------------------------------- | ---------------- | ---------------- | ---------------- | ---------------- | ---------------- | ---------------- | ---------------- |
| 2008      | Brytyjska Formuła Renault (edycja zimowa)     | CR Scuderia                         | 4                | 0                | 0                | 0                | 1                | N/A              | NS†              |
| 2008      | Portugalska Formuła Renault (edycja zimowa)   | Motopark Academy                    | 2                | 0                | 0                | 0                | 0                | 4                | 17               |
| 2008      | Europejska Formuła Renault                    | Motopark Academy                    | 6                | 0                | 0                | 0                | 0                | 18               | 13               |
| 2008      | Północnoeuropejski Puchar Formuły Renault 2.0 | Motopark Academy                    | 16               | 1                | 1                | 1                | 10               | 280              | 2                |
| 2009      | Europejska Formuła Renault                    | Motopark Academy                    | 14               | 3                | 2                | 3                | 9                | 128              | 3                |
| 2009      | Północnoeuropejski Puchar Formuły Renault 2.0 | Motopark Academy                    | 14               | 9                | 4                | 7                | 11               | 361              | 1                |
| 2010      | Formuła 3 Euroseries                          | Motopark Academy                    | 18               | 3                | 0                | 1                | 4                | 40               | 7                |
| 2010      | Seria GP3                                     | Carlin                              | 4                | 0                | 0                | 0                | 0                | 3                | 26               |
| 2010      | Masters of Formula 3                          | Motopark Academy                    | 1                | 0                | 0                | 0                | 0                | N/A              | 18               |
| 2010      | Grand Prix Makau                              | Carlin                              | 1                | 0                | 0                | 0                | 0                | N/A              | 6                |
| 2010      | Formuła 1                                     | Force India                         | Kierowca testowy | Kierowca testowy | Kierowca testowy | Kierowca testowy | Kierowca testowy | Kierowca testowy | Kierowca testowy |
| 2011      | Seria GP3                                     | Status GP                           | 16               | 1                | 0                | 0                | 1                | 16               | 13               |
| 2011      | Brytyjska Formuła 3                           | Hitech Racing                       | 6                | 0                | 0                | 1                | 3                | 51               | 13               |
| 2011      | Grand Prix Makau                              | Hitech Racing                       | 1                | 0                | 0                | 0                | 0                | N/A              | NS               |
| 2012      | Formuła Renault 3.5                           | Arden Caaterham                     | 12               | 4                | 0                | 2                | 6                | 166              | 4                |
| 2012      | Seria GP3                                     | Carlin                              | 16               | 3                | 1                | 6                | 6                | 132              | 3                |
| 2012      | MotorSport Vision Formula Three Cup           | Carlin                              | 2                | 2                | 1                | 2                | 2                | N/A              | NS†              |
| 2012      | Grand Prix Makau                              | Carlin                              | 1                | 1                | 1                | 1                | 1                | N/A              | 1                |
| 2012      | Formuła 1                                     | Red Bull Racing                     | Kierowca testowy | Kierowca testowy | Kierowca testowy | Kierowca testowy | Kierowca testowy | Kierowca testowy | Kierowca testowy |
| 2013      | Formuła Renault 3.5                           | Arden Caaterham                     | 17               | 3                | 1                | 2                | 6                | 172              | 3                |
| 2013      | Formuła 1                                     | Red Bull Racing Scuderia Toro Rosso | Kierowca testowy | Kierowca testowy | Kierowca testowy | Kierowca testowy | Kierowca testowy | Kierowca testowy | Kierowca testowy |
| 2013      | Grand Prix Makau                              | Carlin                              | 1                | 0                | 0                | 0                | 1                | N/A              | 2                |
| 2014      | Deutsche Tourenwagen Masters                  | BMW Team MTEK                       | 10               | 0                | 0                | 0                | 0                | 5                | 21               |
| 2014      | Formuła 1                                     | Red Bull Racing Scuderia Toro Rosso | Kierowca testowy | Kierowca testowy | Kierowca testowy | Kierowca testowy | Kierowca testowy | Kierowca testowy | Kierowca testowy |
| 2014/2015 | Formuła E                                     | Amlin Aguri                         | 8                | 1                | 0                | 0                | 1                | 51               | 8                |

† - nie był liczony do klasyfikacji